# Zdeněk Chára
Zdeněk Chára (18. srpna 1951 Strakonice) je bývalý československý zápasník – klasik.

## Osobní život
Se slovenskou ex-manželkou Veronikou, bývalou volejbalistkou má 2 děti – dceru Barboru (*1974) a syna Zdena (*1977). V roce 1996 se Veronikou rozvedli. S druhou manželkou Evou má dvě děti, dvojčata Vieru a Soňu (*2016).

## Sportovní kariéra
Je rodákem ze Strakonic. Zápasit začal aktivně během učení v Plzni v klubu TJ Škoda. V roce 1970 narukoval do armády do Hodonína, kde pokračoval v kariéře s klubem Dukla. Armádní oddíl ASVŠ Dukly však byl v témže roce převelen do slovenského Trenčína – Trenčianských Teplíc, kde vznikalo moderní středisko vrcholové sportu. Po skončení povinné vojenské služby mu Dukla nabídla dobré podmínky pro přípravu, a tak v Trenčíně zůstal. Připravoval se pod vedením trenérů Koláře a Hlôška. V roce 1973 se poprvé dostal do československé reprezentace klasiků ve váze polotěžké do 90 kg, kterou posléze změnil za vyšší těžkou váhu do 100 kg. Jeho hlavním sparingpartnerem byl Vladislav Bojko z Třince.
Při své premiéře na mistrovství Evropy a světa v roce 1974 obsadil shodně 4. místo, kterým si u novinářů vysloužil přezdívku "smolař (smoliar)". V průběhu mistrovství světa v polských Katovicích utrpěl zlomeninu palce na ruce. Jeho soupeř v boji o medaile Rumun Nicolae Martinescu o zranění věděl a svoji taktiku zaměřil tímto směrem. Po minutě zápasu musel pro silné bolesti vzdát. V roce 1975 patřil k nejlepším klasikům v těžké váze, ale na mistrovství světa v Minsku si poranil rameno a musel vynechat část olympijské přípravy.
V olympijském roce 1976 utrpěl dva vážné výrony kotníku, kvůli kterým nestartoval na dubnovém mistrovství Evropy v Leningradu (Petrohradě). I přes neúčast na jarních turnajích s ním Jiří Švec počítal v závěrečné přípravě na olympijské hry v Montrealu v Údlicích u Chomutova. V přípravě se však naplno projevil fyzický deficit z olympijské přípravy a do Montreálu nakonec necestoval. V roce 1977 se mu před říjnovým mistrovství světa ve švédském Göteborgu vytvořil na nártu vřed. V roce 1978 se kvůli zraněním rozhodl přerušit sportovní kariéru a věnovat se mladé rodině – v roce 1977 se narodil jeho syn Zdeno, budoucí světový hokejový obránce. Do reprezentace se již nevrátil. Po skončení sportovní kariéry se věnoval trenérské a funkcionářské práci.

### Výsledky v zápasu řecko-římském
| Turnaj             | 1974 | 1975 | 1976 | 1977 |
| Turnaj             | 23   | 24   | 25   | 26   |
| Turnaj             | –100 | –100 | –100 | –100 |
| ------------------ | ---- | ---- | ---- | ---- |
| Olympijské hry     |      |      | —    |      |
| Mistrovství světa  | 4.   | úč.  |      | 7.   |
| Mistrovství Evropy | 4.   | 6.   | —    | —    |